# 国際理論物理学センター
国際理論物理学センター（こくさいりろんぶつりがくセンター、英語: International Centre for Theoretical Physics、略称：ICTP）はイタリアのトリエステから10kmのアドリア海に面した場所にある研究所である。
1960年にトリエステ大学で開かれた素粒子物理学のセミナーで設立が提案され、1964年にノーベル物理学賞受賞者のアブドゥッサラームによって設立された。イタリア政府と2つの国際機関、国際連合教育科学文化機関（UNESCO）と国際原子力機関 (IAEA)によって運営されている。
ICTPは170の国と40の国際機関から5000人の科学者を受け入れている。